# San Giovanni Rotondo
San Giovanni Rotondo je město v jižní Itálii v Apulii, v provincii Foggia a na poloostrově Gargano. Je součástí Národního parku Gargano. V roce 2012 zde žilo 27 506 obyvatel. Patronem města je Jan Křtitel (italsky san Giovanni Battista).

## Historie
Město bylo založeno v roce 1095 na ruinách vesnice, která zde byla předtím od 4. století př. n. l.
Ve středověku bylo město součástí Království obou Sicílií. Od roku 1916 až o své smrti v roce 1968 zde žil a působil Padre Pio z Pietrelciny.

## Sousední obce
Monte Sant'Angelo, San Marco in Lamis, Foggia, Manfredonia

## Vývoj počtu obyvatel
Zdroj: 

## Architektura
- Kostel Sant Orsola (kostel sv. Voršily)
- Casa Sollievo della Sofferenza (Dům pro trpící), nemocnice z roku 1956, zřízená Vatikánem podle instrukcí Patera Pia, v současné době tvoří rozsáhlý areál moderních budov s několika specializovanými klinikami.
- Poutní kostel Santa Maria delle Grazie, byl postaven v letech 2001-2004, posvěcen 1. července 2004 a zasvěcen Pateru Piovi jako světci a spolupatronovi tohoto kostela; jeho tělo je tam vystaveno na mramorovém katafalku.
- Kostel archanděla Michaela v poutní jeskyni na Monte Sant'Angelo

## Sochařství
- Křížová cesta: Francesco Messina vytvořil 13 bronzových sousoší na úpatí hory Monte Castellana (1971)
- sochy Panny Marie a Otce Pia.

## Galerie

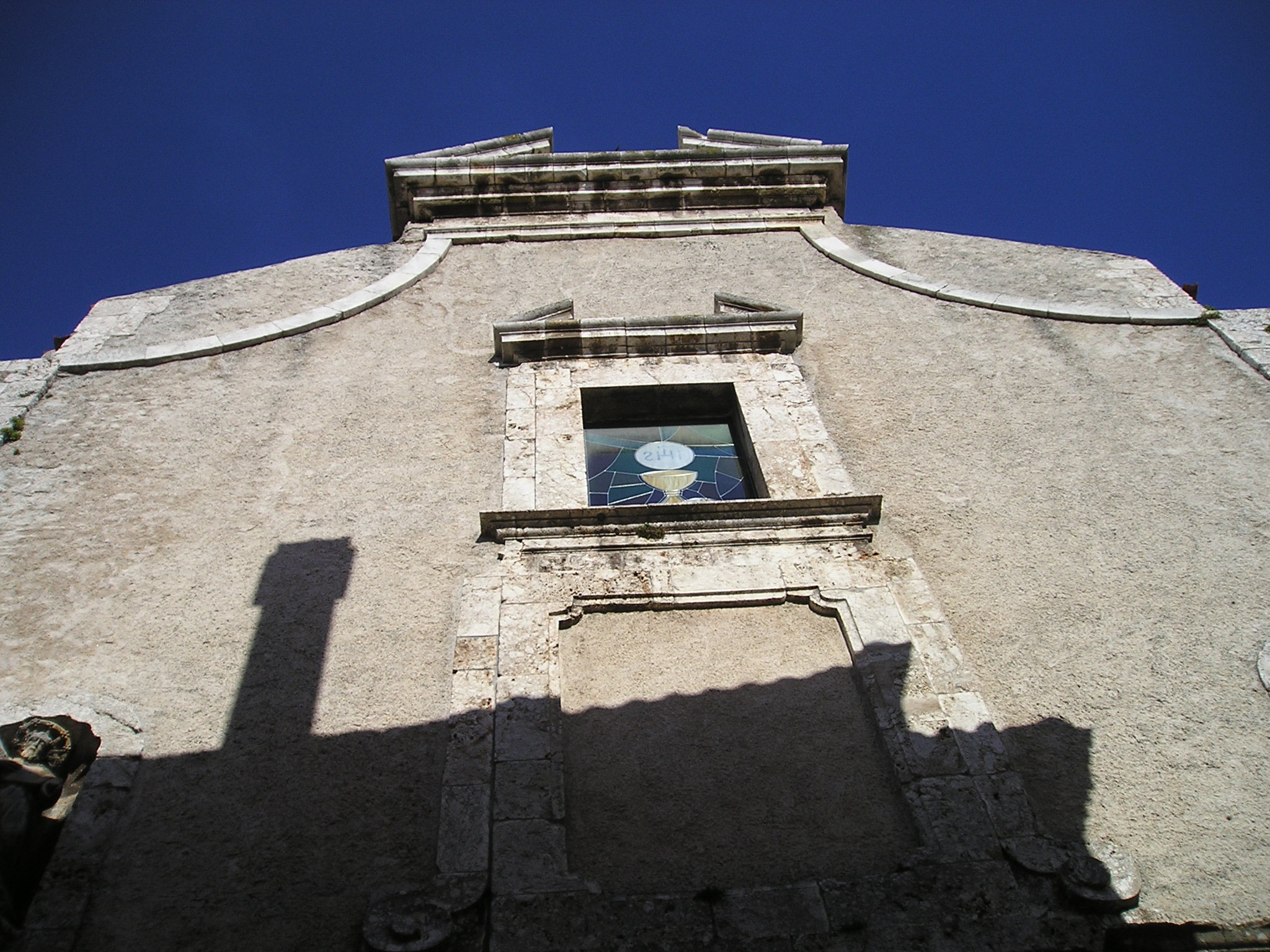
Sant Orsola
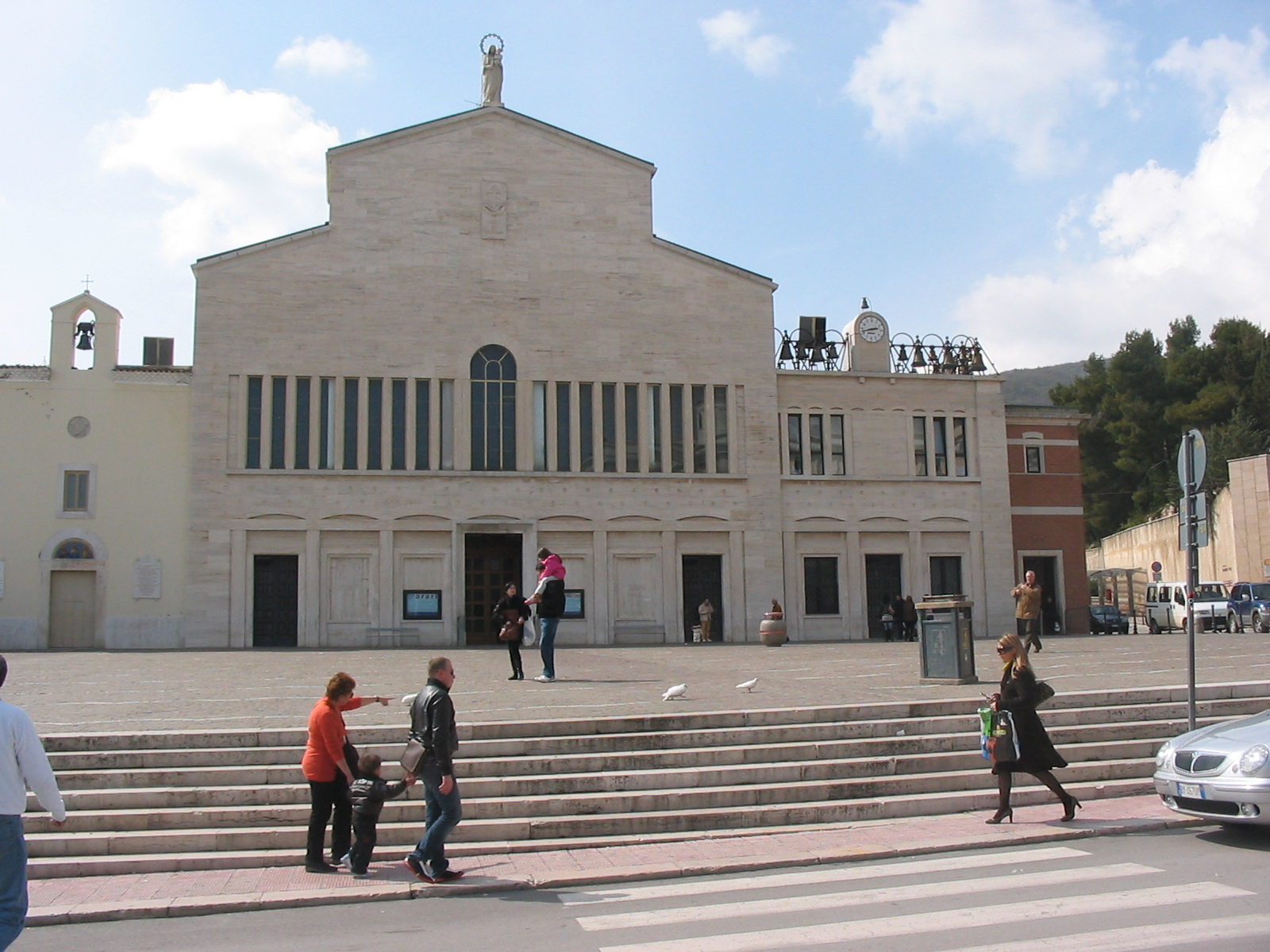
Kostel Panny Marie a Otce Pia
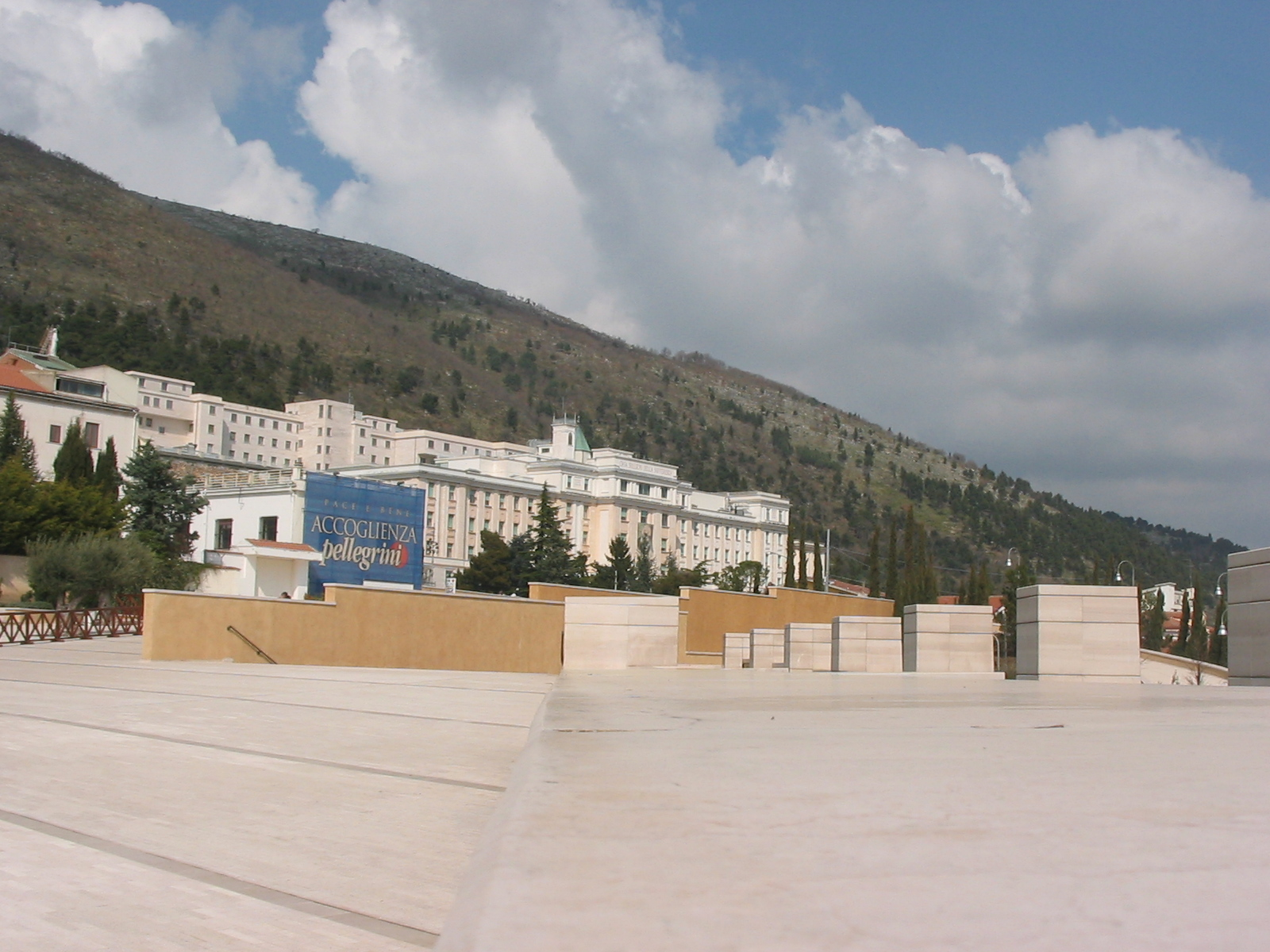
Nemocnice (Dům pro trpící)

## Partnerská města
- Wadowice, Polsko (2006)
- Pietrelcina, Itálie (2005)
- Monte Sant'Angelo, Itálie (2013)